# Grégoire Horlait

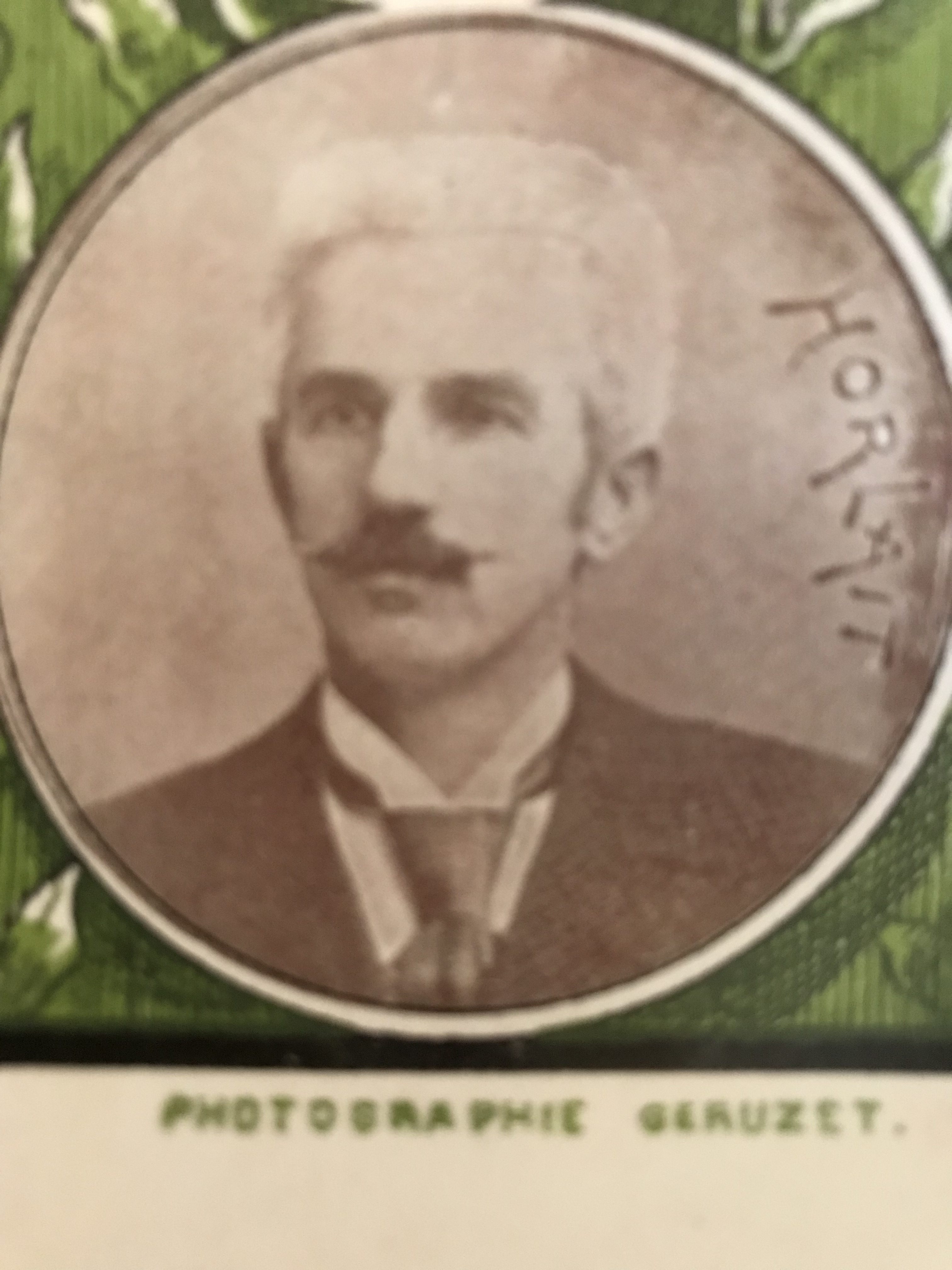
Grégoire Horlait

Edouard Charles Grégoire Horlait (Chaussée-Notre-Dame-Louvignies, 8 februari 1856 - Elsene, 12 juni 1933) was een Belgisch volksvertegenwoordiger.

## Levensloop
Horlait was een zoon van Charles François Horlait en Rosalie Augustine Duret. Hij hertrouwde in 1899 in Montignies met Esther Désirée Dullier (1866-1952), met wie hij vier kinderen had. Hij was eerst getrouwd op 31 December 1884 met Irma Laure Leblanc die in het kraambed is gestorven.
Beroepshalve industrieel, werd hij gemeenteraadslid van Gilly (1890-1900) en provincieraadslid voor Henegouwen (1894-1900).
In 1900 werd hij verkozen tot socialistisch volksvertegenwoordiger voor het arrondissement Dinant-Philippeville en vervulde dit mandaat tot in 1919.